# Dissociatie (scheikunde)
Dissociatie is in de biochemie en de scheikunde een proces waarbij een groter deeltje in twee of meer kleinere uit elkaar valt.
Zouten, oplosbare zuren, sommige moleculen en een aantal coördinatieverbindingen scheiden of vallen in oplossingen vaak uiteen in ionen, kleinere moleculen of radicalen. Dit uiteenvallen is over het algemeen omkeerbaar: het geheel kan weer uit de delen worden samengesteld. Dissociatie is het tegenovergestelde van associatie of recombinatie.

## Voorbeelden
Voorbeelden van dissociatie zijn:
- Het oplossen van een zuur in water, bijvoorbeeld: HNO3 → H+ + NO3−
- Het oplossen van een base in water, bijvoorbeeld: NH3 + H2O → NH4+ + OH−
- Het waterevenwicht dat in neutraal water optreedt doordat een deel van de watermoleculen dissocieert: H2O → H+ + OH−
- Het oplossen van een zout in water, bijvoorbeeld: Na2SO4 → 2 Na+ + SO42−
- Het uiteenvallen van het kobaltblauw-complex: CoCl42− → Co2+ + 4 Cl−
- Het uiteenvallen van dichloor in twee chloorradicalen: Cl2 → 2Cl·

## Evenwichtsconstante
De mate van dissociatie kan worden beschreven met de Kd-waarde, de evenwichtsconstante voor de dissociatiereactie. Voor de reactie
{\displaystyle AB\to A^{+}+B^{-}}
vinden we
{\displaystyle K_{d}={\frac {[A^{+}][B^{-}]}{[AB]}}},
waarbij de rechte haken aanduiden dat de concentratie of, voor gassen, de partiële druk wordt aangegeven.